# Freistadt (stad)
Freistadt is een gemeente in de Oostenrijkse deelstaat Opper-Oostenrijk, gelegen in het district Freistadt (FR). De gemeente heeft ongeveer 7200 inwoners.

## Geografie
Freistadt heeft een oppervlakte van 12,9 km². Het ligt in het noorden van het land, ten noordoosten van de stad Linz dicht bij de grens met Tsjechië.

## Toerisme
De oude binnenstad is nog geheel intact en wordt omringd door vestingwerken. De stad heeft een streekfunctie in het heuvelachtige Mühlviertel.

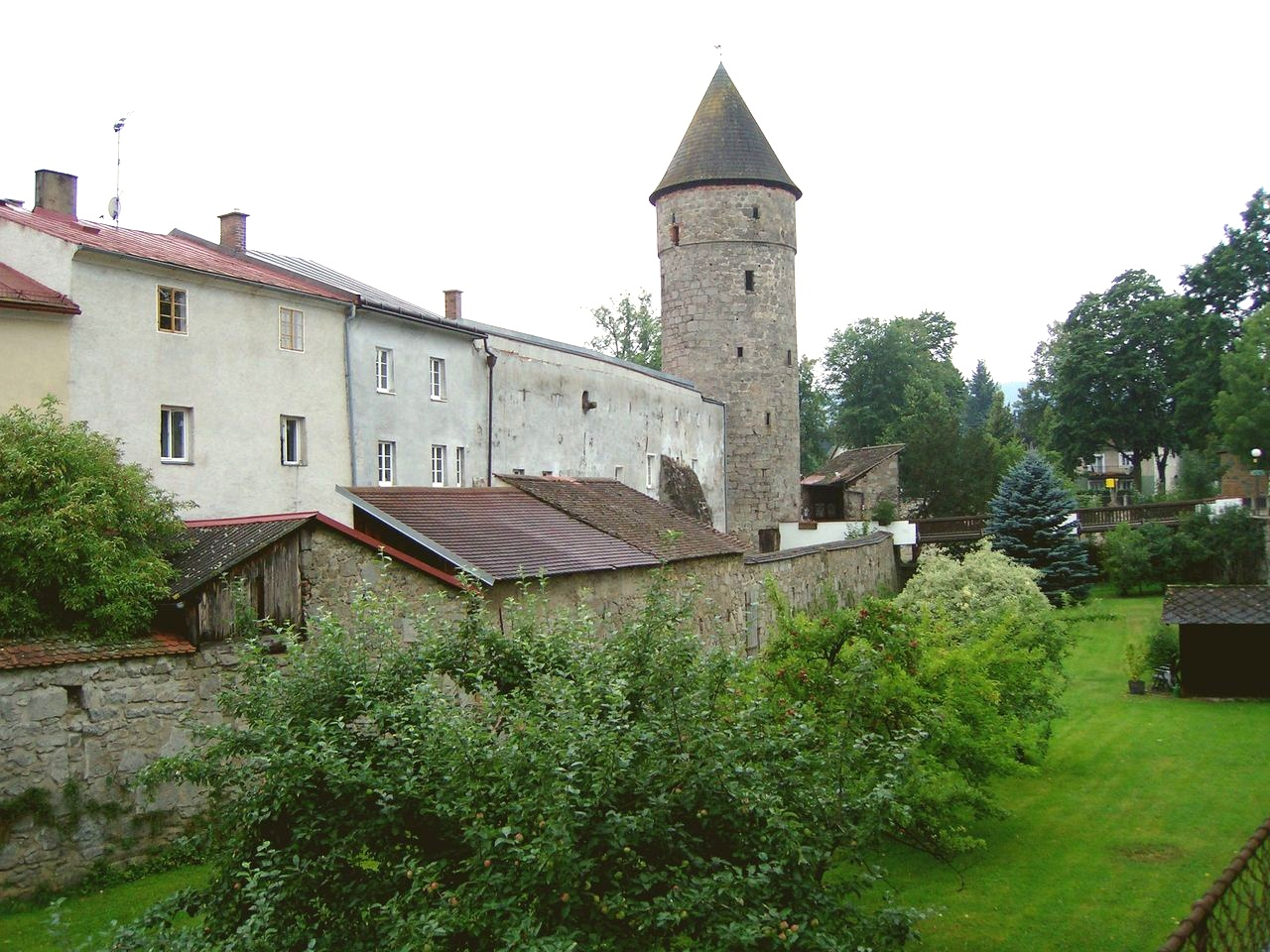
Stadsmuur

## Bezienswaardigheden
Lipnomeer in Tsjechië

## Geboren
- Alfred Biolek (1934-2021), Duits acteur, presentator,jurist en tv-producer

Bad Zell · Freistadt · Grünbach · Gutau · Hagenberg im Mühlkreis · Hirschbach im Mühlkreis · Kaltenberg · Kefermarkt · Königswiesen · Lasberg · Leopoldschlag · Liebenau · Neumarkt im Mühlkreis · Pierbach · Pregarten · Rainbach im Mühlkreis · Sandl · Schönau im Mühlkreis · Sankt Leonhard bei Freistadt · Sankt Oswald bei Freistadt · Tragwein · Unterweißenbach · Unterweitersdorf · Waldburg · Wartberg ob der Aist · Weitersfelden · Windhaag bei Freistadt
- Gemeinsame Normdatei: 4093242-4
- Library of Congress Control Number: n97003490
- MusicBrainz: 6ba3dfe0-b1b3-478e-81ca-cc33b5265208
- Nationale Bibliotheek van Tsjechië: ge272702
- Nationale Bibliotheek van Israël: 987007535496905171
- Virtual International Authority File: 139725364
- WorldCat: E39PBJwxGvxcHdcdcMMGxmpHG3